# Cobubatha flavofasciata
Cobubatha flavofasciata là một loài bướm đêm trong họ Noctuidae.